# Нуньес де Авенданьо, Диего
Диего Нуньес де Авенданьо (исп. Diego Núñez de Avendaño; 15?? — 26 мая 1606, предположительно Лима, Перу) — испанский чиновник, судья королевской аудиенции в Лиме. В течение краткого времени в 1607 году исполнял обязанности вице-короля Перу.
Диего Нуньес де Авенданьо был сыном известного испанского юриста и писателя Пиедро Нуньеса де Авенданьо.
В начале своей карьеры он работал адвокатом при королевском совете. В 1565 году он получил привилегию от короля Филиппа II на издание сочинений своего отца.
В дальнейшем он занимал различные должности, и вскоре он был назначен на пост президента королевской аудиенции Лимы.
В 1606 году в Перу скончался вице-король Гаспар де Суньига, после чего Диего Нуньес как высшее должностное лицо возглавил на временной основе колонию. Вскоре, в 1607 году, Диего Нуньес де Авенданьо скончался. Датированный 15 февраля 1607 года документ, направленный неким доктором Альберто де Акунья, был послан в аудиенцию с просьбой прислать нового вице-короля вместо умершего ранее Суньига Асеведо-и-Фонсека.
Вскоре в Перу из Новой Испании прибыл новый вице-король Хуан де Мендоса и Луна.